# Lissonota amatellae
Lissonota amatellae là một loài tò vò trong họ Ichneumonidae.